# مصطفى عاصم باشا
مصطفى عاصم باشا سياسي عثماني اصبح واليا على بغداد للفترة من 1886-1889م،خلفا للوالي تقي الدين باشا وبعد انتهاء ولايته وعزله خلفه الوالي سري باشا.

## جسر قراره
وفي ايام الوالي مصطفى عاصم باشا سنة 1307 ه‍/1889م، أنشأ جسر ونصب في معبر كراره (قراره) وهو مكون من عوامات خشبية، وقد أرخ عام نصبه الشاعر جميل صدقي الزهاوي بقوله:
وأرخه في 1307 ه‍.

## اسباب عزله
توفي الحاخام عبد الله إبراهام سوميخ في أيلول سنة 1889 في يوم الجمعة ليلة السبت، فتأخر دغنه إلى يوم الأحد.  وكان في هذا الموسم انتشار مرض الهيضة. وكان لسوميخ موقع ممتاز بين أبناء طائفته، ومحترم الجانب، وله تدريس في (مدراش بيت زلخة)، وتآليفه لا تتجاوز الأمور الدينية،  وله فضل وتقوى، وأسرته (آل سوميخ) قديمة، فاستأذن اليهود من الوالي ان يدفن في الشونيزية داخل تربة (النبي يوشع)، فاجري له الإحتفال، وجلب الأنظار أكثر. وكان بعض اليهود المتهوسين ينوون ان يدفن في تربة النبي يوشع داخل المرقد، فعارض السادن (الكليدار)، وان اليهود لم يقفوا عند حدود ذلك بل ان (الياهو سموحة الصائغ)،  ومعه بعض الحاخامات الذين أصروا على دفنه داخل المرقد، فأدخلوه ودفنوه، فحدث بين أقارب الكليدار واليهود مناوشة، فتدخلت الشرطة.
وزاد في الطين بلَّة ان زوجة (عاشير سالم) دفنت في اليوم الثاني داخل سور المرقد، فتجددت المشادة،  فادت إلى شكاوى بينهما، وصارت موضوع بحث في إسطنبول، وتوصل اليهود إلى أن تتدخل (أم السلطان) في الأمر،  وكثرت المطالبات من اليهود.
وبعد ثلاثة أشهر أُخرج الحاخام سوميخ من مدفنه ليلاً ونقل إلى مقابر اليهود في الجانب الشرقي من بغداد حذراً من تدخل الناس وتوتر الحالة.وقد اعتدوا بالضرب على رئيس البلدية عبد الله الزئبق وشتموه، بمساعدة سعيد آغا أمير اللواء (الآي بكي) وكسروا باب تربة النبي يوشع. وكانت حالة بسيطة ، ومن السهل تدارك أمرها. وكان في مقدمة اليهود (يهودا زلوف)، و(شاؤول داود) وكان هذا كاتب الحاخامية وهو المحامي شاؤول داود،  وكانا يحسنان التركية فشاغبوا كثيراً وساعدهم القائد وكان يوصي كاتبه (تحسين بك) بمساعدة اليهود وكان يتصل بالمعلم (نسيم). وعكروا بساطة القضية. وأبدى بعض الحاخامات زيادة في التعنَّد. فأوصلوا خبرها إلى الغرب الذي يترقب مثل هذه الأمور،  فتدخل فيها بعض اليهود في فرنسا وكأنها من أمهات المسائل. 
اصدر الوالي أمره بتوقيف رئيس الحاخامات (اليشاع) ورفقائه من (هيئة المجلس الجسماني) بينهم يوسف شنطوب وصالح كاشي. ذلك ما وسع نطاق المسألة، ولكن الطائفة لم تستطع ان تبرئ ساحتها من مخالفة الأوامر في الدفن إلا إنها ادعت ان السبب كان من الرعاع المتهور.

## انتهاء القضية
أنهيت القضية بعزل الوالي،  ونقله إلى  (أضنة)، وبعد ذلك نُقل القائد توفيق باشا، وحُبس المتسببون سنة. وسمحت الحكومة ان يكون محل السجن الكنيست الإسرائيلية لأنهم روحانيون. ويكتفي بتوقيف الوجوه ثلاثة أشهر.

## مصطفى عاصم باشا
كان نزيهاً، ومن الأخيار، جاء برتبة (مشير) وهو فعال جداً، وله مقدرة، أحسن إدارة بغداد، وكانت داره في شريعة الميدان في الدار المجاورة للقنصلية الإيرانية تجاه المدرسة الاعدادية. ترك بغداد يوم الخميس 18 ربيع الآخر سنة 1307ه‍، ويقابلها (11
ديسمبر 1889م)، فذهب لتوديعه الأعيان والأمراء.

## وفاته
توفي الوالي مصطفى عاصم باشا في ربيع الآخر سنة 1309 ه‍، ويقابلها (14 نوفمبر 1891م).